# Їлдиз (палац)
Палац Їлдиз (тур. Yıldız Sarayı — «Зоряний палац») — палацово-парковий комплекс у Стамбулі, служив головною резиденцією османських султанів з часів Абдул-Гаміда II (правив у 1876—1909).

## Історія
Абдул-Гамід II покинув приморський палац Долмабахче зі страху перед раптовим нападом флоту ворожої держави (наприклад, Росії). Він доручив італійському архітекторові Раймондо д'Аронко розширення султанської садиби в Їлдизі, спочатку облаштованій Абдул-Меджидом I і розташованої в менш уразливому місці.
Сквер між палацами Їлдиз і Чираган займає парк Їлдиз, засаджений екзотичними деревами та квітами. У ньому збереглися Мальтійський павільйон Абдул-Азіза, спроектований Бальянами в розпал придворного захоплення формами європейського бароко, палац-«шале» з перламутровою вітальнею кайзера Вільгельма II, придворний театр і порцелянова мануфактура.
У 1909 році після зміщення султана Абдул-Гаміда II палац Їлдиз розграбували. Після падіння монархії в Їлдизі деякий час зупинялися глави зарубіжних держав і високопоставлені дипломати, що приїжджали в Стамбул, але для загалу палац був зачинений.
У 2018 році в палаці розпочалася всеохопна реставрація, яка тривала 6 років і завершилася у 2024 році. Урочисте відкриття зачиненого понад століття музею відбулося 19 липня 2024 року за участі Президента Туреччини Реджепа Таїпа Ердогана. Живих онуків султана Абдул-Гаміда ІІ на відкриття запрошено не було .
У перший день роботи музею 20 липня 2024 року палац відвідало 5 тисяч 464 людини.

## Галерея

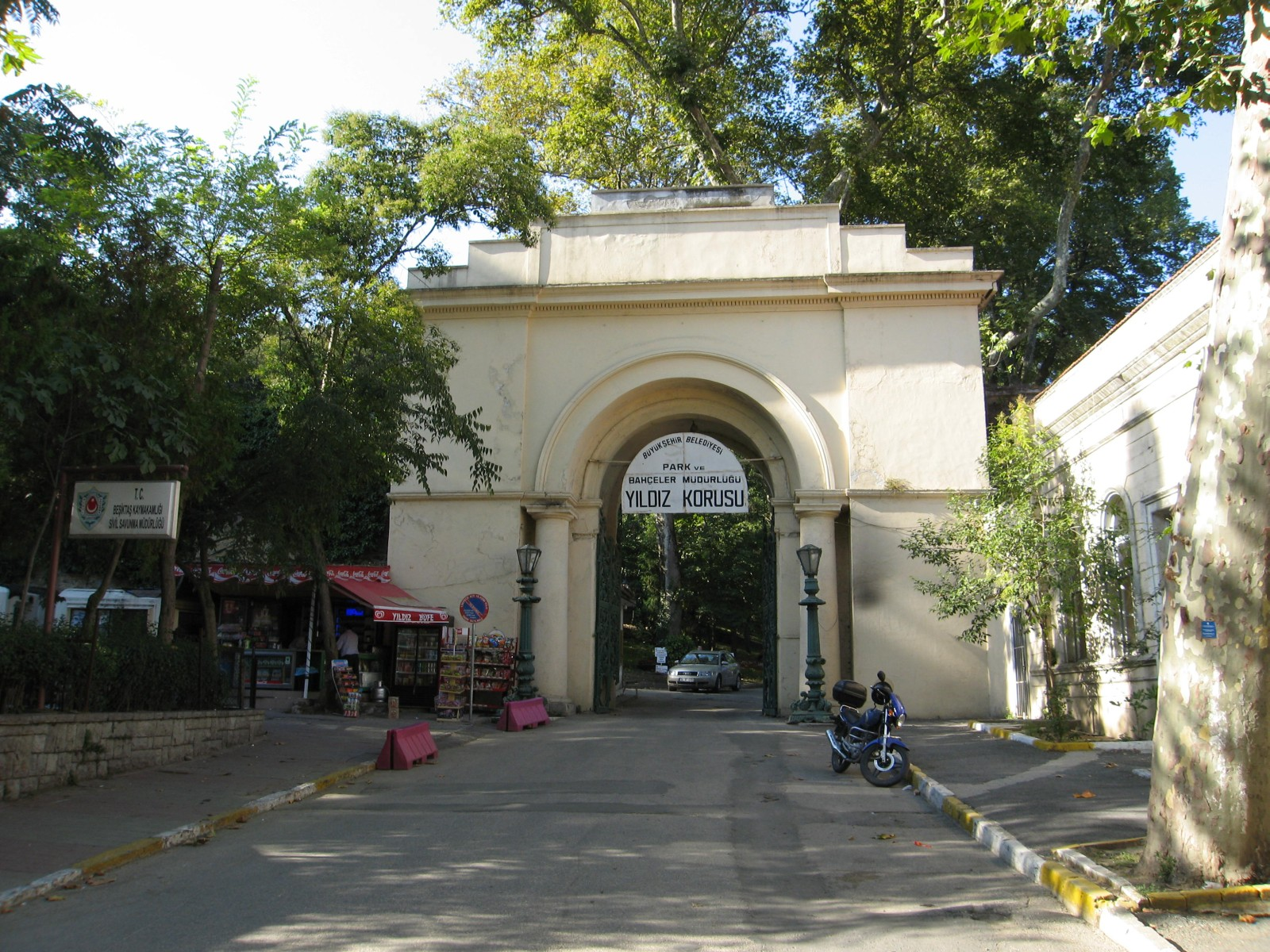
Вхід у парк Їлдиз
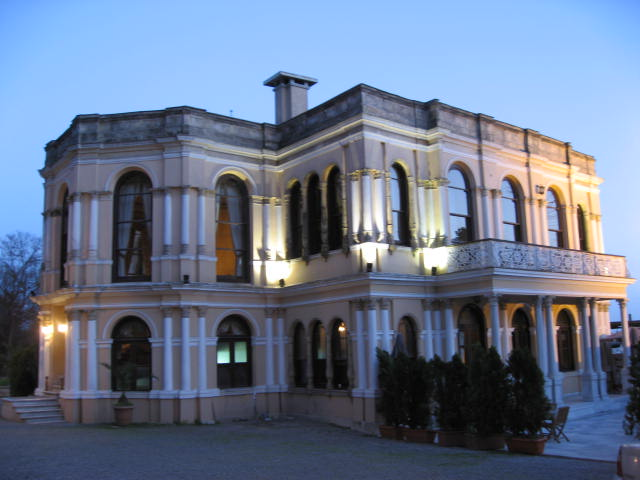
Мальтійський павільйон
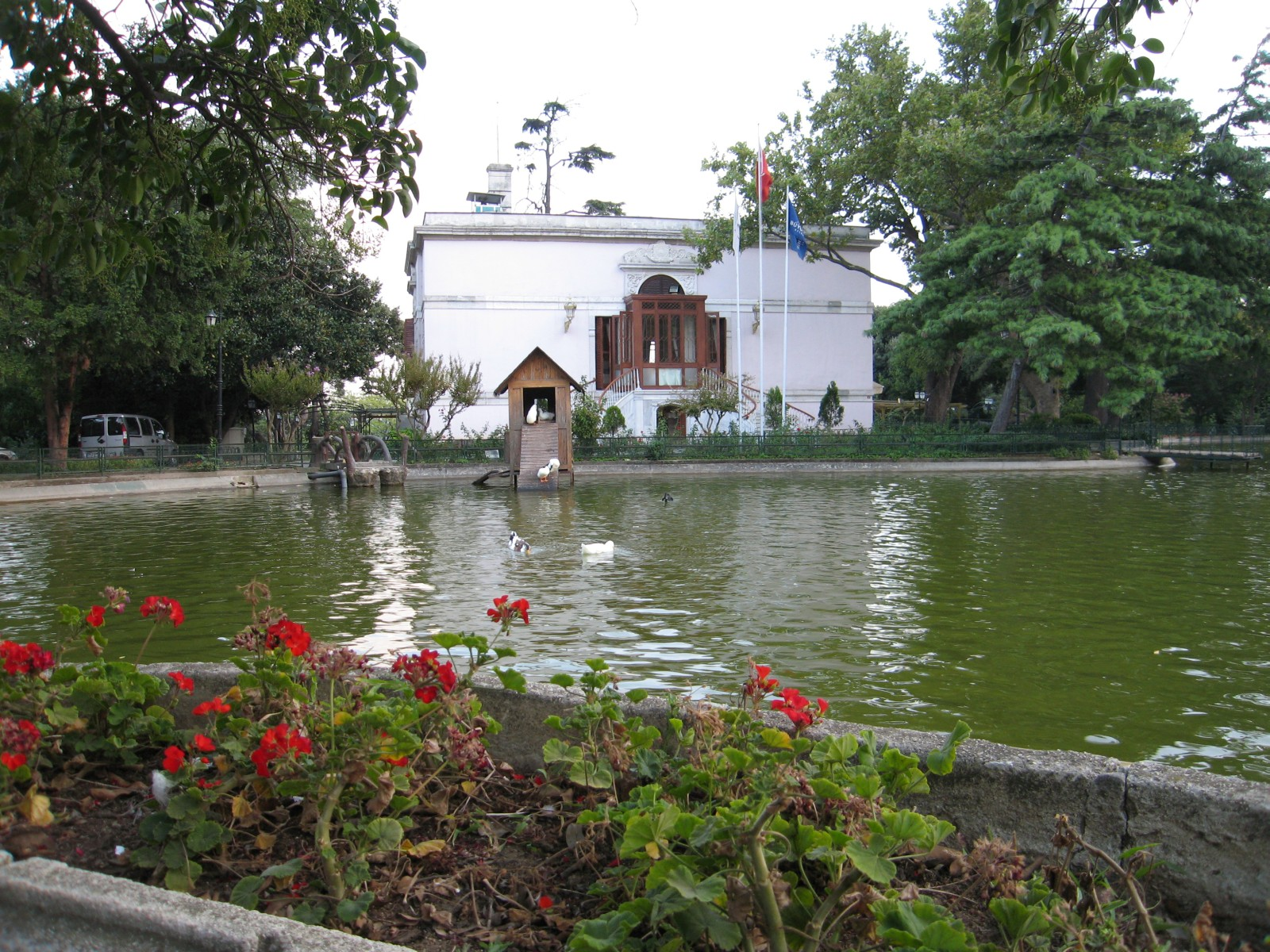
Павільйон Чадир
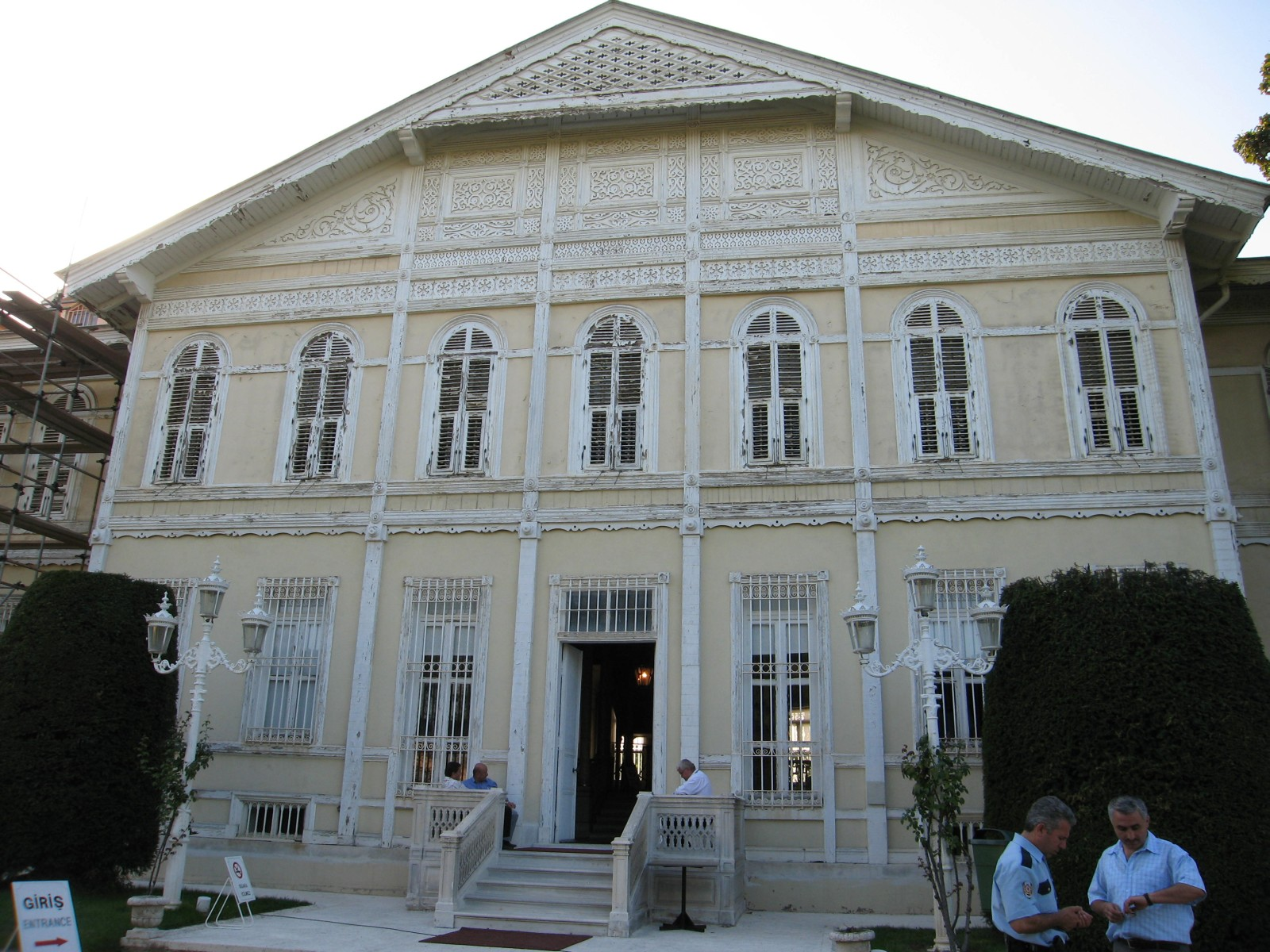
Павільйон «Шале»
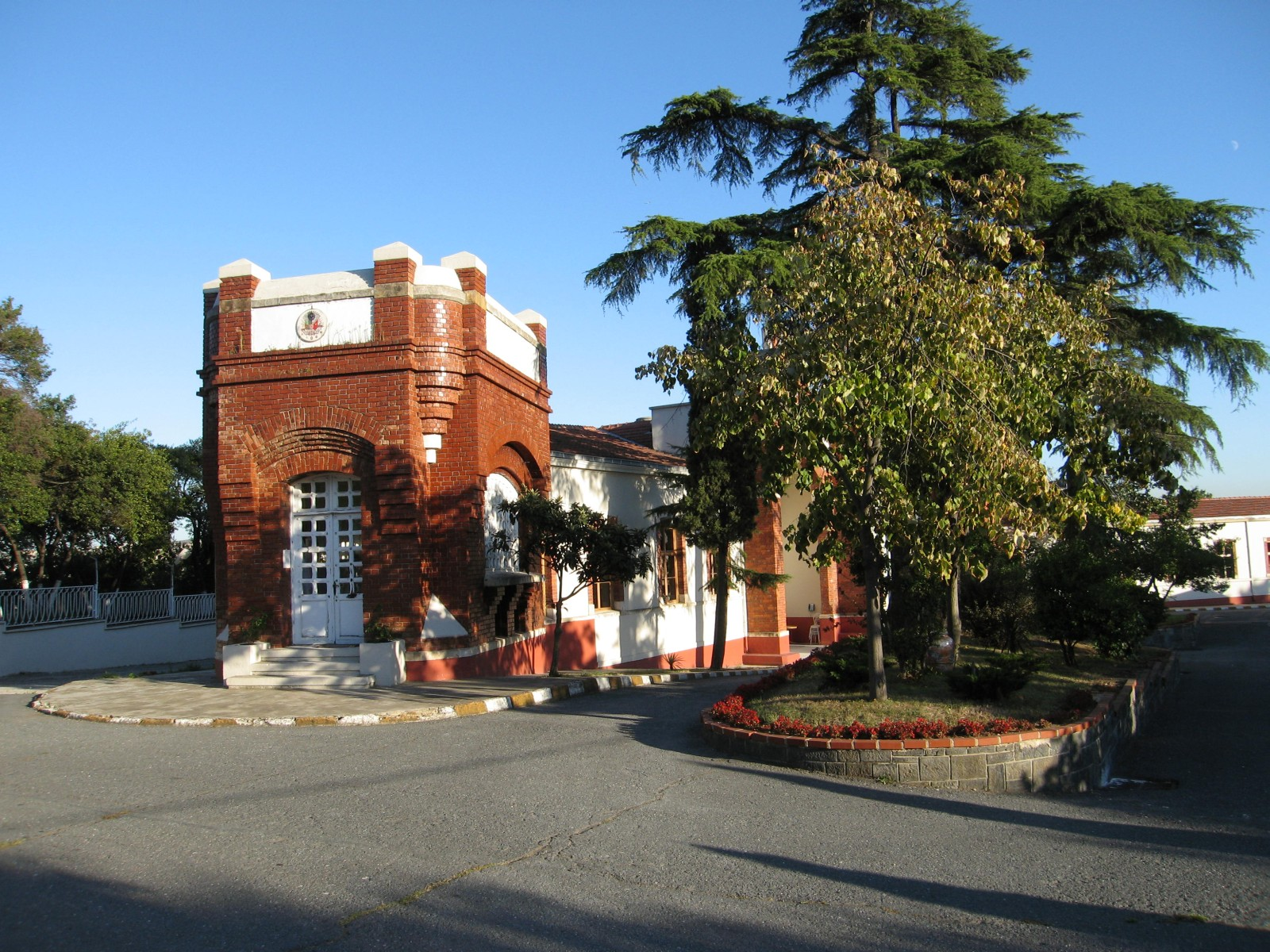
Порцелянова мануфактура